# Schieven
Schieven is een buurtschap in de provincie Drenthe behorend tot de gemeente Assen. De buurtschap is gelegen tussen de Drentsche Aa en de Provinciale weg N376 (plaatselijk bekend als Rolderhoofdweg) aan de zuidoostkant van Assen. De buurtschap had in 2018 samen met het nabijgelegen Anreep in totaal 125 inwoners.
Ter Aard · Anreep · Graswijk · De Haar · Loon · Norgervaart (deels) · Rhee · Schieven · Ubbena · Witten · Zeijerveen · Zeijerveld

Drenthe: Steden en dorpen      Nederland: Provincies · Gemeenten